# تیم ملی فوتبال ساحلی برزیل
تیم ملی فوتبال ساحلی برزیل یک تیم ملی فوتبال ساحلی مشهور در جهان است. تیم برزیل پرافتخارترین تیم‌ فوتبال ساحلی جهان است.

## تاریخچه

### در جام جهانی فوتبال ساحلی
مسابقات جام جهانی فوتبال ساحلی از سال ١٩٩۵ آغاز و قهرمان اولین دوره تیم فوتبال ساحلی برزیل شد.
| تیم                 | قهرمانی                                 | نایب قهرمانی         | سوم                              | چهارم                        |
| ------------------- | --------------------------------------- | -------------------- | -------------------------------- | ---------------------------- |
| برزیل               | ۶ (۲۰۰۶، ۲۰۰۷، ۲۰۰۸، ۲۰۰۹، ۲۰۱۷ ، ۲۰۲۴) | ۱ (۲۰۱۱)             | ۲ (۲۰۰۵، ۲۰۱۳)                   | ۱ (۲۰۰۱)                     |
| پرتغال              | ٣ (٢٠١٩ ,۲۰۰۱ , ۲۰۱۵)                   | ۳ (۱۹۹۹، ۲۰۰۲، ۲۰۰۵) | ۵ (۲۰۰۳، ۲۰۰۴، ۲۰۰۸، ۲۰۰۹، ۲۰۱۱) | ۱ (۲۰۰۶)                     |
| روسیه               | ٣ (۲۰۱۱، ۲۰۱۳، ٢٠٢١)                    | -                    | ۱ (۲۰۱۵)                         | -                            |
| فرانسه              | ۱ (۲۰۰۵)                                | ۲ (۱۹۹۸، ۲۰۰۱)       | ۱ (۲۰۰۶)                         | ۲ (۲۰۰۳، ۲۰۰۷)               |
| اروگوئه             | -                                       | ۳ (۱۹۹۶، ۱۹۹۷، ۲۰۰۶) | ۴ (۱۹۹۸، ۱۹۹۹، ۲۰۰۲، ۲۰۰۷)       | ۱ (۲۰۰۹)                     |
| اسپانیا             | -                                       | ۳ (۲۰۰۳، ۲۰۰۴، ۲۰۱۳) | ۱ (۲۰۰۰)                         | ۱ (۲۰۰۸)                     |
| ایتالیا             | -                                       | ۱ (۲۰۰۸)             | ۱ (۱۹۹۶)                         | ۴ (۱۹۹۵، ۲۰۰۴ , ۲۰۱۵ ، ۲۰۱۷) |
| ایالات متحده آمریکا | -                                       | ۱ (۱۹۹۵)             | ۱ (۱۹۹۷)                         | ۱ (۱۹۹۶)                     |
| پرو                 | -                                       | ۱ (۲۰۰۰)             | -                                | ۲ (۱۹۹۸، ۱۹۹۹)               |
| تاهیتی              | -                                       | ۲ (۲۰۱۵ ، ۲۰۱۷)      | -                                | ۱ (۲۰۱۳)                     |
| مکزیک               | -                                       | ۱ (۲۰۰۷)             | -                                | -                            |
| سوئیس               | -                                       | ۱ (۲۰۰۹)             | -                                | -                            |
| آرژانتین            | -                                       | -                    | ۱ (۲۰۰۱)                         | ۱ (۱۹۹۷)                     |
| انگلستان            | -                                       | -                    | ۱ (۱۹۹۵)                         | -                            |
| ایران               | -                                       | -                    | ۱ (۲۰۱۷)                         | -                            |
| ژاپن                | -                                       | -                    | -                                | ۲ (۲۰۰۰، ۲۰۰۵)               |
| السالوادور          | -                                       | -                    | -                                | ۱ (۲۰۱۱)                     |
| تایلند              | -                                       | -                    | -                                | ۱ (۲۰۰۲)                     |

### در جام بین قاره‌ای فوتبال ساحلی
جام بین قاره‌ای فوتبال ساحلی یک مسابقه بین‌المللی است که هر ساله در شهردبی امارات متحده برگزار می‌شود.
| سال         | میزبانان            | فینال   | فینال             | فینال       | رده‌بندی             | رده‌بندی                                | رده‌بندی             |
| سال         | میزبانان            | قهرمان  | گل‌زده             | نایب قهرمان | مقام سوم            | گل‌زده                                  | مقام چهارم          |
| ----------- | ------------------- | ------- | ----------------- | ----------- | ------------------- | -------------------------------------- | ------------------- |
| ۲۰۱۱        | · امارات متحدهٔ عربی | · روسیه | ۵ – ۴ (وقت اضافه) | · برزیل     | · سوئیس             | ۴ – ۴ (وقت اضافه) (۱ – ۰ ضربات پنالتی) | · امارات متحدهٔ عربی |
| ۲۰۱۲        | · امارات متحدهٔ عربی | · روسیه | ۷ – ۴             | · برزیل     | · امارات متحدهٔ عربی | ۸ – ۷ (وقت اضافه)                      | · نیجریه            |
| ۲۰۱۳        | · امارات متحدهٔ عربی | · ایران | ۴ – ۳             | · روسیه     | · امارات متحدهٔ عربی | ۸ – ۷                                  | · سوئیس             |
| ۲۰۱۴        | · امارات متحدهٔ عربی | · برزیل | ۳ – ۲ (وقت اضافه) | · روسیه     | · پرتغال            | ۳ – ۰                                  | · ایران             |
| ۲۰۱۵ جزئیات | · امارات متحدهٔ عربی | · روسیه | ۵ – ۲             | · تاهیتی    | · ایران             | ۲ – ۲ (وقت اضافه) (۳ – ۲ ضربات پنالتی) | · مصر               |
| ۲۰۱۶        | · امارات متحدهٔ عربی | · برزیل | ۶ – ۲             | · ایران     | · روسیه             | ۴ – ۳                                  | · تاهیتی            |
| ۲۰۱۷ جزئیات | · امارات متحدهٔ عربی | · برزیل | ۲ – ۰             | · پرتغال    | · ایران             | ۴ – ۲                                  | · روسیه             |
| ۲۰۱۸        | · امارات متحدهٔ عربی | · ایران | ۴ – ۲             | · روسیه     | · برزیل             | ۵ – ۳                                  | · مصر               |
| ۲۰۱۹        | · امارات متحدهٔ عربی | · ایران | ۶ – ۳             | · اسپانیا   | · امارات متحدهٔ عربی | ۲ – ۱                                  | · روسیه             |